# Hurtaut
Cet article possède des paronymes, voir Hurteau et Hurtault.
Le Hurtaut ou la Malacquise est une rivière française des départements Aisne et Ardennes, des régions Grand Est et Hauts-de-France  et un affluent gauche de Serre, c'est-à-dire un sous-affluent de la Seine par l'Oise.

## Géographie
De 38,1 kilomètres de longueur, le Huratut prend sa source sur la commune de Signy-l'Abbaye à 235 mètres d'altitude, dans la forêt domaniale de Signy-l'Abbaye, et s'appelle aussi le ruisseau de Serre pour Géoportail et le SANDRE, dans cette partie haute.
Il coule globalement de l'est vers l'ouest. Il s'appelle aussi Malacquise sur les communes de Fraillicourt, Chaumont-Porcien, Rocquigny, Saint-Jean-aux-Bois, et ne prend son nom de Hurtaut que dans la partie basse du cours
Il conflue sur la commune de Chaourse, à 112 mètres d'altitude, à la limite nord-ouest de Montcornet, et après avoir traversé la route départementale D946 et la ligne de chemin de fer Laon-Montcornet.
Les cours d'eau voisins sont l'Aisne au sud et la Serre au nord, la Vaux à l'est et la Souche à l'ouest

### Communes et cantons traversés
Dans les deux départements de l'Aisne et des Ardennes, le Hurtaut traverse les dix-sept communes, dans le sens amont vers aval, de Signy-l'Abbaye (source), Maranwez, Montmeillant, Saint-Jean-aux-Bois, La Romagne, Rocquigny, Chaumont-Porcien, Rubigny, Vaux-lès-Rubigny, Fraillicourt, Renneville, Berlise, Noircourt, Montloué, Montcornet, Lislet, Chaourse, (confluence).
Soit en termes de cantons, le Hurtaut traverse deux cantons, mais trois arrondissements à la suite des modifications de 2015, prend source dans le canton de Signy-l'Abbaye, conflue dans le canton de Vervins, le tout dans les trois arrondissement de Charleville-Mézières, arrondissement de Rethel et arrondissement de Laon.

### Bassin versant
Le Hurtaut traverse une seule zone hydrographique La Serre de sa source au confluent du Vilpion (exclu) (H010) est de 356 km2. Le bassin versant est composé de 85,92 % de « territoires agricoles »  de 9,64 % de « forêts et milieux semi-naturels », et de 4,54 % de « territoires artificialisés ».

### Organisme gestionnaire
L'organisme gestionnaire est l'EPTB Entente Oise-Aisne, reconnue EPTB depuis le 15 avril 2010, sis à Compiègne, et le Hurtaut fait parte de la Serre.

## Affluents
Le Hurtaut a huit tronçons affluents référencés :
- le ruisseau du Moulin (rd), 5 km, sur les quatre commune de Saint-Jean-aux-Bois, Liart, Maranwez, Marlemont avec deux affluents :
  - le ruisseau de Claire Fontaine (rg),
  - le ruisseau des Quartiers (rg)
- le ruisseau des Hauts Prés (rd), 2,1 km sur la seule commune de Saint-Jean-aux-Bois.
- le ruisseau de Chantraine (rd), 3,4 km sur la seule commune de Rocquigny.
- le ruisseau du Radeau (rd), 2,8 km sur la seule commune de Rocquigny.
- le ruisseau de Norémy (rd), 2,4 km sur la seule commune de Rubigny.
- la Malacquise, bras du Hurtaut, 1 km sur les deux communes de Rubigny et Rocquigny.
- la Radière, bras droit de l'Hurtaut, 1,4 km sur les deux communes de Chaumont-Porcien, Rubigny, donc aussi défluent.
- le ruisseau de Soize (rd), 5,9 km sur les trois communes de Lislet (confluence), Montcornet, et Soize.

Le rang de Strahler est donc de trois.

## Pêche et AAPPMA
Le Hurtaut est un cours d'eau de  première catégorie